# 自動気象観測所D-80
自動気象観測所D-80（じどうきしょうかんそくじょD-80、英語: Automated Weather Station D-80）、または単にD-80、別名University Wi Id 8919とは、南極大陸に存在する無人の気象観測所である。南極高原での観測史上最高気温が観測された。

## 設置
本基地は、ウィスコンシン大学マディソン校天文科学・天文工学センターの南極気象研究センターによって1983年1月14日に「南極の自動気象観測所プログラム:30年間の極地観測」の一環として南極大陸、東南極のアデリーランド、南極高原にある南緯70度6分、東経134度53分、標高2500メートルの地点に設置され、観測が開始された。本観測所には世界気象機関の目次番号として、89836が付番された。本基地での観測は、2001年1月1日もしくは1999年をもって終了した。

## 記録
本基地において観測された各種の気象の記録は、以下の通りであった。
- 観測史上最高気温 - -7.0℃（1989年12月28日）
- 観測史上最低気温 - -71.2℃（1987年8月10日）
- 観測史上最大風速 - 22.1m/s（1989年12月28日）
- 観測史上最高気圧 - 747.2hPa（1990年4月26日）
- 観測史上最低気圧 - 669.4hPa（1983年7月21日）

この中でも、観測史上最高気温である-7.0℃は、南極高原の標高2500メートル以上の地点における観測史上最高気温として、2017年3月1日に世界気象機関より公式に認められている。この気温が観測された1989年12月28日は、上空の気圧500ヘクトパスカル付近の高度に南極海の方向から暖かい風が強く吹いていて、さらに快晴であったために、気温が上がった。